# 1944 코파 델 헤네랄리시모 결승전
1944 코파 델 헤네랄리시모 결승전(스페인어: La Final de la Copa del Generalísimo de 1944)은 현재 코파 델 레이로 알려진 스페인 컵대회의 40번째 결승전이다. 이 경기는 1944년 6월 25일, 바르셀로나의 몬주이크에서 열렸고, 아틀레티코 빌바오가 발렌시아를 2-0으로 격파하고 우승을 거두었다.

## 상세 경기 정보
| 아틀레티코 빌바오         | 2–0               | 발렌시아 |
| ------------------------- | ----------------- | -------- |
| 사라 30′ · 에스쿠데로 44′ | 리포트 (스페인어) |          |

| 아틀레티코 빌바오: |    |                      |
|                    |    |                      |
| GK                 | 1  | 라이문도 레사마      |
| DF                 | 2  | 살바도르 아르케타    |
| DF                 | 3  | 이사크 오세하 (주장) |
| MF                 | 4  | 프란시스코 셀라야    |
| MF                 | 5  | 로베르토 베르톨      |
| MF                 | 6  | 난도                 |
| FW                 | 7  | 라파엘 이리온도      |
| FW                 | 8  | 호세 루이스 파니소   |
| FW                 | 9  | 텔모 사라            |
| FW                 | 10 | 라파엘 에스쿠데로    |
| FW                 | 11 | 아구스틴 가인사      |
| 감독:              |    |                      |
| 후안 우르키수      |    |                      |

| 발렌시아:         |    |                       |
|                   |    |                       |
| GK                | 1  | 이그나시오 에이사기레 |
| DF                | 2  | 알바로                |
| DF                | 3  | 후안 라몬 (주장)      |
| MF                | 4  | 이히니오 오르투사르   |
| MF                | 5  | 카를로스 이투라스페   |
| MF                | 6  | 시몬 레쿠에           |
| FW                | 7  | 에피                  |
| FW                | 8  | 비센테 에르난데스     |
| FW                | 9  | 문도                  |
| FW                | 10 | 실베스트레 이고아     |
| FW                | 11 | 비센테 아센시         |
| 감독:             |    |                       |
| 에두아르도 쿠벨스 |    |                       |